# Casa de los Azulejos
Casa de los Azulejos ali "Hiša ploščic" je baročna palača iz 18. stoletja v Ciudad de Méxicu, ki jo je zgradil grof iz družine Valle de Orizaba. Stavbo odlikuje fasada, ki je s treh strani pokrita z modro-belimi ploščicami iz zvezne države Puebla. Palača je ostala v zasebnih rokah do konca 19. stoletja. Večkrat je zamenjal lastnika, preden sta jo kupila brata Sanborns, ki sta svojo dejavnost točenja sode in drogerije razširila v eno najbolj priznanih verig restavracij v Mehiki. Hiša danes služi kot njihova vodilna restavracija.
Grofje Valle de Orizaba so začeli gradnjo palače v 16. stoletju. Potomci družine Orizaba so leta 1737 zunanjost palače prekrili z lepimi azulejos, ki jih vidimo danes.

## Zgodovina in opis
Hiša je trenutno na ulici Callejón de la Condesa, med ulico 5 de Mayo in današnjo ulico Madero. Ulica Madero je bila postavljena v 16. stoletju in se je prvotno imenovala ulica San Francisco, po cerkvi in samostanu. Pozneje so jo zaradi vseh rudarjev in draguljarjev srebra, ki so tukaj, imenovali ulica Plateros. Od 16. stoletja do večine kolonialnega obdobja je bila ena izmed najbolj zaželenih ulic v mestu. Pred letom 1793 sta bili na tem mestu dve hiši, ki sta se združili z združitvijo dveh kreolskih družin v Novi Španiji, ko sta se poročila Graciana Suárez Peredo in drugi grof del Valle de Orizaba. Obe družini sta bili zelo bogati in sta nosili plemiške naslove. Sedanja struktura se je začela oblikovati leta 1793 s približno enakimi dimenzijami in obliko kot danes, vendar brez ploščic.
Palačo so prenovili nekoliko kasneje in dodali modro-bele ploščice. To je povzročilo senzacijo in hiši dalo priljubljeno ime.

### Fasada iz ploščic
Obstajata dve nasprotujoči si razlagi, kako je stavba dobila sedanjo podobo. Bolj zanesljiva različica navaja, da se je peta grofica Del Valle de Orizaba, ki je prebivala v Puebli, odločila, da se po smrti svojega moža vrne v prestolnico in leta 1737 hišo preuredila s ploščicami iz Pueble, da bi pokazala ogromno družinsko bogastvo. Druga različica je bolj barvita in govori o sinu, ki je zaradi življenjskega sloga očeta trdil, da »če ne bo spremenil svojega načina življenja, nikoli ne bo zgradil svoje hiše iz ploščic«, kar pomeni, da nikoli ne bi pomenil ničesar. Kot dejanje kljubovanja je mladenič ob podedovanju hiše dal položiti ploščice. Te ploščice pokrivajo tri izpostavljene fasade hiše na obeh nadstropjih.

### Preostali del hiše
Najbolj opazna značilnost zunanjosti so modro-bele ploščice iz Pueble, ki pokrivajo stavbo s treh strani. Njena okna, balkoni in vrata so uokvirjeni v izrezljanim kamnom in francoskimi porcelanastimi kronami na fasadah ob Callejón de la Condesa in ulivi Madero. V notranjosti je glavno dvorišče z vodnjakom, okronano z mozaiki. Vodnjak je obdan z visoko okrašenimi stebri in je opremljen z več francoskimi porcelanskimi kronami ter vitražno streho, dodano v 20. stoletju. Tako vodnjak kot stebri kažejo nekaj poškodb. V drugem nadstropju so dvoriščne ograje iz bakra; nekatere s Kitajske in nekatere iz Mehike. Celoten videz dvorišča je na splošno baročen, a tudi nekoliko orientalski ali mudéjar.
V notranjosti sta dve veliki freski-murala. Prva je Pavova slika romunskega slikarja Pacologa iz leta 1919. Na glavnem stopnišču je eno najstarejših del Joséja Clementa Orozca z naslovom Vsevednost, ki je bilo narejeno leta 1925. Tri simbolične figure, ki se pojavljajo v njem, predstavljajo moške vrednote z njihovimi ženskimi kolegi in Gracijo, ki jim predseduje. Po besedah kronista in pesnika Salvadorja Novo je trup v središču kasneje Orozco kopiral v delu, imenovanem Prometej na Pomona kolidžu. V drugem nadstropju je na fasadi kapele niz zlatih okvirjev z angeli. Obstaja tudi zbirka porcelanske umetnosti.

### 18. do zgodnje 20. stoletje
Grofje Valle of Orizaba so hišo prodali odvetniku Martinezu de la Torreju leta 1871. Po Torrejevi smrti se je vselila družina de Yturbe Idaroff, zadnja, ki je stavbo ohranila kot zasebno rezidenco. Konec 19. stoletja je hiša izgubila 90 kvadratnih metrov na severni strani, da je naredila pot ulici 5 de Mayo. Leta 1881 je bilo zgornje nadstropje dano v najem Jockey Clubu, naj ekskluzivnejšemu družabnemu klubu med letoma 1880 in 1914, v spodnjem nadstropju pa je bila do leta 1914 ekskluzivna trgovina z ženskimi oblačili. Med mehiško revolucijo je zapatistična vojska (Osvobodilna vojska juga, špansko Ejército Libertador del Sur, ELS) za kratek čas zasedla stavbo. Leta 1914 so privrženci Porfiria Díaza priredili banket v čast Victoriana Huerte v počastitev atentata na Francisca I. Madera po Decena Trágica (deset tragičnih dni). Ogorčeni Venustiano Carranza je nato leta 1915 zasegel posest in jo držal več mesecev. Prvotni lastnik, Francisco-Sergio de Yturbe, je uspel povrniti hišo v posest, preden so jo delavci, ki jih je najela vlada, končali s prenovo.

## Sanborns
V začetku 20. stoletja sta Frank Sanborn in njegov brat Walter odprla majhno točilnico sode/drogerijo na ulici Filomeno Mata v zgodovinskem središču Ciudad de México in jo poimenovala Sanborns American Pharmacy. Leta 1917 sta brata videla stari dvorec kot prostor za širitev svojega poslovanja. Dve leti sta potrebovala, da sta ga prenovila, nad glavno dvorišče postavila vitražno streho, naredila nov tlak in dodala Pavovo poslikavo. Manj pomemben mural je naslikal José Clemente Orozco leta 1925 z naslovom Omnisciencia, ki ga je z dovoljenjem bratov Sanborns zbral njegov prijatelj Francisco-Sergio (Paco) de Yturbe. Restavracija je pokrivala notranje dvorišče in zdaj dominira nad ustanovo, ki je zdaj vodilna v verigi restavracij, imenovanih Sanborns. Stavba je bila leta 1931 razglašena za narodni spomenik. Od začetka 20. stoletja je bila ta restavracija Sanborns priljubljen kraj za kosilo v razkošni okolici. Podjetje je gostilo slikarje, pisatelje, igralce, pesnike in revolucionarje. Bila je simbol kozmopolitskega vzdušja v prvi polovici 20. stoletja. Stavba je bila ponovno obnovljena med letoma 1993 in 1995 po manjšem požaru v drugem nadstropju. Namen tega projekta je bil ohraniti elemente stavbe iz obdobja baroka, francoskih in art nouveau elementov poznega 19. in začetka 20. stoletja ter dve freski, ki sta bili v zelo slabem stanju. Sanborns trenutno pripada milijarderju Carlosu Slimu.